# Bactrocera ismayi
Bactrocera ismayi
 es una especie de insecto  díptero que Drew describió por primera vez en 1989. Bactrocera ismayi pertenece al género Bactrocera de la familia Tephritidae.  